# Hiệu ứng bánh xe ngựa
Hiệu ứng bánh xe ngựa (Tiếng Anh: Wagon-wheel effect; tên gọi khác: hiệu ứng xe ngựa, hiệu ứng chớp) là một ảo giác quang học mà trong đó một nan hoa của bánh xe dường như xoay khác với vòng xoay thực của nó. Bánh xe có thể trông như xoay chậm hơn vòng xoay thực, nó có thể trông như không xoay, hoặc nó có thể trông như xoay theo hướng ngược lại so với vòng xoay thực. Dạng cuối cùng của hiệu ứng này đôi khi được gọi là hiệu ứng xoay ngược.
Hiệu ứng bánh xe ngựa thường được nhìn thấy trong phim ảnh hoặc truyền hình miêu tả các chuyến đi bộ hoặc đi tàu trong các bộ phim phương Tây, mặc dù các bản ghi của bất kỳ bánh xe có-nan-hoa quay đều cũng sẽ cho thấy hiệu ứng này, chẳng hạn như cánh quạt của máy bay trực thăng, bánh xe của ô tô và những thứ tương tự. Trong các phương tiện ghi lại, hiệu ứng này là một kết quả của "răng cưa thời gian". Nó cũng thường được nhìn thấy khi một bánh xe quay được soi sáng bởi ánh sáng nhấp nháy. Những dạng của hiệu ứng này được gọi là hiệu ứng chớp: sự chuyển động ổn định ban đầu của bánh xe chỉ có thể nhìn thấy một cách ngắt quãng. Một phiên bản của hiệu ứng bánh xe ngựa cũng có thể được nhìn thấy dưới ánh sáng liên tục.

## Dưới điều kiện chớp

Hình GIF chứng tỏ hiệu ứng bánh xe ngựa. Tốc độ của "camera", di chuyển về phía bên phải, liên tục tăng cùng tốc độ với các vật trượt sang trái. Ở khoảng giữa của vòng lặp 24 giây, các đối tượng dường như đột ngột thay đổi và quay đầu trở lại.

Điều kiện chớp đảm bảo rằng tầm nhìn của một bánh xe quay được chia thành một loạt các giai đoạn ngắn, trong đó chuyển động của nó gần như không có (trong trường hợp của máy quay phim) hoặc tối thiểu (trong trường hợp máy phát bằng tia lửa điện), bị gián đoạn bởi các giai đoạn không nhìn thấy được. Nó thường được gọi là "đoạn khung hình cũ". Một máy quay phim analog(tương tự) ghi hình  trên phim nhựa thường hoạt động ở tốc độ 24 khung hình/giây trong khi máy quay phim kỹ thuật số hoạt động ở tốc độ 25 khung hình/giây (PAL, Tiêu chuẩn Châu Âu) hoặc 29,97 khung hình mỗi giây (NTSC, Tiêu chuẩn Bắc Mỹ). tiêu chuẩn Truyền hình tiêu chuẩn thì  hoạt động ở mức 59,94 hoặc ở 50 hình ảnh/giây (mỗi khung hình video là hai hình ảnh riêng biệt). Một đèn chớp thường có thể đặt tần số bằng bất kỳ giá trị nào. Ánh sáng nhân tạo được điều chế tạm thời khi được cung cấp bởi dòng điện xoay chiều, chẳng hạn như đèn phóng điện (bao gồm cả đèn neon, hơi thủy ngân, hơi natri và đèn huỳnh quang), nhấp nháy gấp đôi tần số của dòng điện (ví dụ: 100 lần/giây trên 50 chu kỳ). Trong mỗi chu kỳ dòng điện, điện áp tăng gấp đôi (một lần với điện áp dương và một lần với điện áp âm) và hai lần chuyển sang không, và hiệu suất ánh sáng thay đổi theo. Trong tất cả các trường hợp này, một người nhìn thấy một bánh xe quay trong điều kiện chớp.
Hãy tưởng tượng rằng vòng xoay thực của một bánh xe có-bốn-nan-hoa là theo chiều kim đồng hồ. Trường hợp nhìn thấy đầu tiên của bánh xe có thể xảy ra khi một nan hoa ở vị trí "12 giờ". Nếu theo thời gian, trường hợp nhìn thấy tiếp theo xảy ra, nan hoa trước đó ở vị trí  "9 giờ" đã di chuyển đến vị trí "12 giờ", khi đó người xem sẽ cảm thấy bánh xe không hề xoay. Nếu ở trường hợp nhìn thấy thứ hai, nan hoa tiếp theo đã di chuyển đến vị trí "11 giờ 30", sau đó người xem sẽ cảm thấy bánh xe quay ngược trở lại. Nếu ở trường hợp nhìn thấy thứ hai, nan hoa tiếp theo di chuyển đến vị trí "12 giờ 30" thì người xem sẽ cảm thấy bánh xe vẫn quay về phía trước, tuy nhiên chậm hơn so với vòng xoay thực. Hiệu ứng phụ thuộc vào một thuộc tính của nhận thức chuyển động được gọi là chuyển động beta: chuyển động được nhìn thấy giữa hai đối tượng ở các vị trí khác nhau trong trường thị giác ở các thời điểm khác nhau với điều kiện là các đối tượng tương tự nhau (điều này đúng với bánh xe có-nan-hoa — mỗi nan hoa về bản chất là giống như nhau) và với điều kiện là các đối tượng gần nhau (đúng với nan hoa ban đầu ở vị trí "9 giờ" trong khoảng khắc thứ hai — gần ở vị trí "12 giờ" so với vị trí "12 giờ" gốc).
Hiệu ứng bánh xe ngựa được khai thác trong một số nhiệm vụ kỹ thuật, chẳng hạn như điều chỉnh thời gian của động cơ. Hiệu ứng này cũng có thể làm cho một số máy móc hay công cụ có bộ phận quay tròn, chẳng hạn như máy tiện, trở nên nguy hiểm để hoạt động dưới ánh sáng nhân tạo bởi vì ở tốc độ nhất định các máy sẽ trông như bị dừng lại hoặc di chuyển chậm.
Finlay, Dodwell, và Caelli (năm 1984) và Finlay với Dodwell (năm 1987) đã nghiên cứu nhận thức về bánh xe đang quay dưới ánh sáng chớp khi thời lượng của mỗi khung đã đủ lâu để các nhà quan sát thấy được vòng quay thực.
Mặc dù vậy, hướng quay đã bị chi phối bởi hiệu ứng bánh xe ngựa.Finlay và Dodwell (năm 1987) lập luận rằng có một số khác biệt quan trọng giữa hiệu ứng bánh xe ngựa và chuyển động beta, nhưng lập luận của họ đã không gặp rắc rối với các sự đồng thuận.

## Dưới ánh sáng liên tục

### Trình diễn chớp có hiệu quả bằng cách rung mắt
Rushton (1967) đã quan sát thấy hiệu ứng bánh xe ngựa trong khi đang ngân nga. Sự ngân nga làm rung mắt ở trong hốc mắt, tạo ra điều kiện chớp có hiệu quả ở trong mắt. Băng cách ngân nga với một tần số gấp nhiều lần tần số quay, ông đã có thể làm ngừng sự quay. Bằng cách ngân nga với tần số cao và tháp hơn, ông đã có thể thể đảo ngược hướng quay và làm chậm sự quay (theo hướng quay). Một hiệu ứng chớp tương tự được thường nhìn thấy bởi những người vừa ăn đồ ăn cứng và giòn (chẳng hạn như cà rốt) vừa xem TV: hình ảnh trở nên lung linh hơn, Việc nhai cũng làm rung mắt với tần số gấp nhiều lần tỉ lệ khung hình của TV. Bên cạnh đó, hiệu ứng cũng có thể được tạo ra bằng cách nhìn một cái bánh xe thông qua một cái gương đang rung. Gương chiếu hậu trong những chiếc xe rung cũng có thể tạo ra hiệu ứng.

### Ánh sáng liên tục thật sự
Người đầu tiên quan sát được hiệu ứng bánh xe ngựa dưới ánh sáng liên tục thật sự (chẳng hạn như Mặt Trời) là Schouten (1967). Ông gọi ba dạng của subjective stroboscopy lần lượt là alpha, beta, và gamma: Alpha stroboscopy xảy ra vào từ 8–12 chu kì mỗi giây; bánh xe có vẻ như dừng lại, mặc dù "một vài khu vực [nan hoa] trông như đang cố gắng vượt qua những cái đang đứng yên" (tr. 48). Beta stroboscopy xảy ra vào 30–35 chu kì mỗi giây: "Sự khác biệt của mô hình đã biến mất. Vào một thời điểm, một luồng luân chuyển một chiều rõ ràng được nhìn thấy bằng một mô hình sọc màu xám" (tr. 48-49). Gamma stroboscopy xảy ra vào từ 40–100 chu kì mỗi giây:" Đĩa xuất hiện gần như đồng nhất ngoại trừ việc ở tất cả các khu vực tần số, nhìn được một mô hình đứng màu xám... trong như ngừng rung" (tr. 49-50). Schouten đã giải thích stroboscopy beta, xoay ngược, phù hợp với các máy dò Reichardt trong hệ thống hình ảnh của con người để mã hóa chuyển động. Bởi vì các mô hình bánh xe có nan hoa mà ông sử dụng (cách tử xuyên tâm) là loại chuẩn, chúng có thể kích thích mạnh máy dò khi phát hiện vòng quay thực, nhưng cũng kích thích yếu máy dò đối với vòng quay ngược.
Có hai lý thuyết phổ biến cho hiệu ứng bánh xe ngựa dưới ánh sáng liên tục thật sự. Thuyết đầu tiên nói rằng thị giác của con người "chụp" một loạt các khung hình tĩnh ở vùng mắt nhìn được và sự chuyển động đó được cảm nhận giống như một bộ phim. Thuyết thứ hai là thuyết của Schouten: rằng các hình ảnh chuyển động được xử lý bởi các máy dò thị giác nhạy cảm với chuyển động thực và cũng bởi các máy dò nhạy cảm với chuyển động ngược từ răng cưa thời gian. Có bằng chứng cho cả hai lý thuyết, nhưng đa số các bằng chứng ủng hộ thuyết thứ hai.

#### Thuyết khung hình riêng
Purves, Paydarfar, và Andrews (1996) đề xuất thuyết khung hình riêng. Một bằng chứng cho lý thuyết này đến từ Dubois và VanRullen (2011). Họ đã xem xét lại những trải nghiệm của người sử dụng LSD, những người thường báo cáo rằng dưới ảnh hưởng của ma túy, một đối tượng di chuyển được nhìn thấy sau một loạt các hình ảnh phía sau nó. Họ đã yêu cầu những người dùng này kết hợp kinh nghiệm về ma túy của họ với những bộ phim mô phỏng những hình ảnh đuôi như vậy khi họ chưa bị ma túy. Họ phát hiện ra rằng người dùng chọn phim khoảng 15–20 Hz. Đây là khoảng giữa tỷ lệ alpha và beta của Schouten.

#### Thuyết răng cưa thời gian
Kline, Holcombe, và Eagleman (2004) đã xác nhận sự quan sát thấy sự quay ngược những chấm tròn thường xuyên trên một trống quay. Họ gọi nó là "sự đảo ngược chuyển động hư cấu" (Tiếng Anh: "illusory motion reversal"). Họ cho thấy những điều này xảy ra chỉ sau một thời gian xem màn hình xoay khá lâu (từ khoảng 30 giây đến 10 phút đối với một số người). Họ cũng chỉ ra rằng các trường hợp vòng quay ngược độc lập với các phần khác nhau của trường nhìn. Điều này không phù hợp với khung hình riêng bao gồm toàn cảnh thị giác. Kline, Holcombe, và Eagleman (2006) cũng cho thấy vòng quay ngược của một cách tử xuyên tâm trong một phần của trường nhìn là không phụ thuộc vào chuyển động trực giao chồng lên trong cùng một phần của trường nhìn. Chuyển động trực giao là cách tử tròn có tần số giống như cách tử xuyên tâm. Điều này không phù hợp với khung hình riêng bao gồm các phần phụ của vung mắt nhìn được. Kline và các cộng sự kết luận rằng các sự quay ngược phù hợp với các máy dò Reichardt cho hướng ngược lại của vòng quay trở nên đủ hoạt động để thống trị nhận thức về vòng quay thực trong một dạng cạnh tranh. Khoảng thời gian dài cần có để thấy vòng  quay ngược cho thấy sự thích nghi thần kinh của máy dò phản ứng với vòng quay thật phải xảy ra trước khi máy dò-vòng-quay-ngược-bị kích-thích-yếu có thể đóng góp vào nhận thức.
Một số nghi ngờ nhỏ về kết quả của Kline và các cộng sự (2004) duy trì sự ủng hộ đối với thuyết khung-hình-riêng. Những nghi ngờ này bao gồm phát hiện của Kline và các cộng sự rằng đối với một số người quan sát, nhiều trường hợp đảo ngược đồng thời từ các phần khác nhau của trường nhìn hơn là mong đợi một cách ngẫu nhiên, và tìm thấy trong một số người quan sát khác biệt trong phân bố thời gian đảo ngược so với dự đoán của một quá trình cạnh tranh thuần túy (Rojas, Carmona-Fontaine, López-Calderón, & Aboitiz, 2006).
Vào năm 2008, Kline và Eagleman đã chứng minh rằng sự đảo ngược hư cấu của hai chuyển động chồng chéo về mặt không gian có thể được nhận thức riêng biệt, cung cấp thêm bằng chứng rằng sự đảo ngược chuyển động hư cấu không phải là do việc "lấy mẫu thời gian". Họ cũng chỉ ra rằng sự đảo ngược chuyển động hư cấu xảy ra với các kích thích không giống nhau và không định kỳ (ví dụ như một dây đai nhám xoay tròn), cũng không thể tương thích với việc lấy mẫu riêng rẽ. Kline và Eagleman đã đề nghị thay vì hiệu ứng được tạo ra từ "chuyển động trong-lúc-xảy-ra-hiệu-ứng", có nghĩa là một chuyển động sau hiệu ứng trở nên chồng lên nhau ở chuyển động thực.

## Nguy cơ
Do ảo giác này có thể gây ra chuyển động máy móc, nên tránh để ánh sáng một pha trong các xưởng và nhà máy.Ví dụ, một nhà máy được chiếu sáng từ nguồn sáng  một pha với đèn huỳnh quang cơ bản sẽ có nhấp nháy hai lần tần số chính, ở mức 100 hoặc 120 Hz (tùy thuộc vào quốc gia); do đó, bất kỳ máy móc nào quay theo bội số của tần số này dường như không quay. Có thể thấy rằng các loại động cơ AC phổ biến nhất bị khóa ở tần số chính, điều này có thể gây nguy hiểm đáng kể đối với các máy tiện và các thiết bị quay khác. Các giải pháp bao gồm việc triển khai ánh sáng qua nguồn cung cấp 3 pha đầy đủ, hoặc bằng cách sử dụng các bộ điều khiển tần số cao điều khiển đèn ở những tần số an toàn hơn. Các bóng đèn sợi đốt truyền thống, sử dụng các sợi đốt phát sáng liên tục chỉ có một sự biến đổi nhỏ  cũng đưa ra một lựa chọn khác, mặc dù tốn nhiều điện hơn. Các loại đèn sợi đốt nhỏ hơn có thể được sử dụng làm đèn chiếu sáng trên thiết bị để giúp chống lại hiệu ứng này, tránh chi phí vận hành một lượng lớn ánh sáng chớp trong môi trường làm việc.